# For Your Pleasure
For Your Pleasure este un album din 1973 al trupei Britanice de glam și art rock Roxy Music, lansat prin Island Records. Al doilea album al formațieie a fost și ultimul lor disc pe care s-au regăsit sintetizatoarele și specialistul de sunet Brian Eno, care va continua cu o carieră de succes ca artist solo dar și ca producător.

## Tracklist
1. "Do the Strand" (4:04)
2. "Beauty Queen" (4:41)
3. "Strictly Confidential" (3:48)
4. "Editions of You" (3:51)
5. "In Every Dream Home a Heartache" (5:29)
6. "The Bogus Man" (9:20)
7. "Grey Lagoons" (4:13)
8. "For Your Pleasure" (6:51)

- Toate cântecele au fost scrise de Bryan Ferry.

## Single-uri
- "Do the Strand" (1973)

## Componență
- Bryan Ferry - voce, pian, pianet Hohner, Mellotron, muzicuță
- Brian Eno - sintetizator VCS3, voce de fundal
- Andrew Mackay - oboi, saxofon, orgă electrică Farfisa
- Phil Manzanera - chitară electrică
- John Porter - chitară bas
- Paul Thompson - tobe